# Krigsåret 1830

## Pågående krig
- 1830 års revolutioner.[1]

- Kaukasiska kriget (1817-1864)
  - Imanatet Kaukasus på ena sidan
  - Ryssland på andra sidan

- Novemberupproret (1830-1831)[2]
  - Polen på ena sidan.
  - Ryssland på andra sidan.

- Portugisiska inbördeskriget (1828-1834)[3]
  - Liberaler på ena sidan
  - Miguelister och Spanien på andra sidan